# 旭町 (大阪市)
旭町（あさひまち）は大阪市阿倍野区の町名。現行行政地名は旭町一丁目から旭町三丁目。

## 地理
阿倍野区北部に位置する。北をあびこ筋（尼崎平野線）、南を津守阿倍野線に囲まれている細長い形をしている。昭和51年から始まった阿倍野再開発事業により、現在は高層マンションや各種商業施設が建ち並ぶ。

## 歴史

### 地名の由来
町名は旧村道の通称名「あさひ通」に由来する。

### 沿革
- 1929年（昭和4年）、大阪市住吉区天王寺町の一部より成立。
- 1943年（昭和18年）、分区により阿倍野区の所属となる。一部が天王寺区旭町1丁目となり、阿倍野筋1 - 5丁目の一部を編入[7]。

## 世帯数と人口
2024年（令和6年）9月30日現在の世帯数と人口は以下の通りである。
| 丁目       | 世帯数    | 人口    |
| ---------- | --------- | ------- |
| 旭町一丁目 | 605世帯   | 886人   |
| 旭町二丁目 | 575世帯   | 1,088人 |
| 旭町三丁目 | 961世帯   | 1,871人 |
| 計         | 2,141世帯 | 3,845人 |

### 人口の変遷
国勢調査による人口の推移。
| 1995年（平成7年）  | 2,790人 | [ 8 ]  |  |
| 2000年（平成12年） | 3,325人 | [ 9 ]  |  |
| 2005年（平成17年） | 3,378人 | [ 10 ] |  |
| 2010年（平成22年） | 3,619人 | [ 11 ] |  |
| 2015年（平成27年） | 3,908人 | [ 12 ] |  |
| 2020年（令和2年）  | 3,923人 | [ 13 ] |  |

### 世帯数の変遷
国勢調査による世帯数の推移。
| 1995年（平成7年）  | 1,130世帯 | [ 8 ]  |  |
| 2000年（平成12年） | 1,440世帯 | [ 9 ]  |  |
| 2005年（平成17年） | 1,528世帯 | [ 10 ] |  |
| 2010年（平成22年） | 1,664世帯 | [ 11 ] |  |
| 2015年（平成27年） | 1,913世帯 | [ 12 ] |  |
| 2020年（令和2年）  | 1,987世帯 | [ 13 ] |  |

## 学区
市立小・中学校に通う場合、学区は以下の通りとなる。なお、小学校・中学校入学時に学校選択制度を導入しており、通学区域以外に阿倍野区の小学校（自宅から概ね2km以内）・中学校から選択することも可能。
| 丁目       | 番   | 小学校             | 中学校             |
| ---------- | ---- | ------------------ | ------------------ |
| 旭町一丁目 | 全域 | 大阪市立金塚小学校 | 大阪市立松虫中学校 |
| 旭町二丁目 | 全域 | 大阪市立金塚小学校 | 大阪市立松虫中学校 |
| 旭町三丁目 | 全域 | 大阪市立金塚小学校 | 大阪市立松虫中学校 |

## 事業所
2021年（令和3年）現在の経済センサス調査による事業所数と従業員数は以下の通りである。
| 丁目       | 事業所数  | 従業員数 |
| ---------- | --------- | -------- |
| 旭町一丁目 | 163事業所 | 6,458人  |
| 旭町二丁目 | 46事業所  | 237人    |
| 旭町三丁目 | 26事業所  | 195人    |
| 計         | 235事業所 | 6,890人  |

## 交通

### バス
2024年1月現在
- 大阪シティバス[17]
  - 48・52・80号系統：大阪公立大学附属病院

### 道路
- あびこ筋
- 津守阿倍野線

## 施設
- 大阪市立大学医学部
- 大阪市立大学医学部附属病院
- 私立金塚幼稚園
- 大阪市立金塚小学校
- あべのポンテ
- あべのマルシェ
- 金塚ふれあい西公園
- ドン・キホーテあべの天王寺駅前店

## その他

### 日本郵便
- 〒545-0051[3]（集配局：阿倍野郵便局[18]）